# Fritz Rudolf Fries
Fritz Rudolf Fries (Bilbao, 19 de mayo de 1935 - Berlín, 17 de diciembre de 2014)fue un escritor, intérprete y traductor alemán.

## Vida
Su padre fue un comerciante que fue fusilado por partisanos italianos durante la Segunda Guerra Mundial. Su madre era de ascendencia española. En 1942 la familia se trasladó de Bilbao a Leipzig, donde Fries vivió los bombardeos de la ciudad.
Después de sus estudios universitarios en filología inglesa, filología románica e hispanismo con Werner Krauss y Hans Mayer en la Universidad Karl Marx (actualmente Universidad de Leipzig) se desempeñó como traductor del inglés, francés y español (Calderón de la Barca, Pablo Neruda, Antonio Buero Vallejo...), intérprete (en Praga y Moscú entre otros sitios) y escritor. Además se dio a conocer por ser editor de cuatro tomos dedicados a Jorge Luis Borges. Desde 1960 hasta 1966 fue asistente de Werner Krauss en la Academia de las Ciencias de la RDA en Berlín. En 1964 viajó a Cuba.
Su primera novela, Der Weg nach Oobliadooh, no consiguió el permiso de impresión en la República Democrática Alemana (RDA), así que se publicó en 1966, gracias a la mediación Uwe Johnson, en la Editorial Suhrkamp de la República Federal Alemana. Después de eso perdió su trabajo en la Academia de las Ciencias. Dado que su obra no contenía una crítica directa al régimen de la RDA pudo trabajar como escritor de libros y de radioteatro y como traductor.
En 1972 se hizo miembro del PEN Club Internacional de la RDA y poco después fue elegido para su presidencia. Ese mismo año fue reclutado como espía por la Stasi. Su nombre en clave como colaborador informal de la Stasi era «Pedro Hagen». Sus labores de espía finalizaron en el año 1985. Después de reconocer estas labores en el año 1996 abandonó todas las asociaciones a las que él pertenecía: PEN Club Internacional, Academia de las Artes de Berlín, Bayerische Akademie der Schönen Künste y la Academia Alemana de la Lengua y la Poesía.
Para intentar explicar parte de su pasado en el año 2010 apareció su novela Alles eines Irrsinns Spiel, en parte autobiográfica. En ella se sumergió tanto en mitos familiares como en su infancia, y cerró un círculo junto con su primera novela, también autobiográfica, donde se narraba su amor por el jazz, lo que motivaba viajes a Berlín Oeste para acudir a conciertos.
En sus últimos años residió en Petershagen y escribía esporádicamente para los suplementos culturales de varios diarios. Falleció en Berlín el 17 de diciembre de 2014 a la edad de 79 años.

## Obra

### Escritos
- Der Weg nach Oobliadooh (1966)
- Der Fernsehkrieg (cuentos con ilustraciones de Nuria Quevedo). Mitteldeutscher Verlag, Halle (Saale) 1969; Suhrkamp, Frankfurt a.M. 1970; VEB Hinstorff Verlag, Rostock 1975 (segunda edición).
- Seestücke (1973)
- Das Luftschiff (1974)
- Lope de Vega (1977)
- Alexanders neue Welten (1982)
- Verlegung eines mittleren Reiches (1984)
- Die Väter im Kino (1989)
- Die Nonnen von Bratislava. (1994)
- Don Quixote flieht die Frauen oder die apokryphen Abenteuer des Ritters von der traurigen Gestalt (1995)
- Im Jahr des Hahns (1996)
- Septembersong (1997)
- Der Roncalli-Effekt (1999)
- Diogenes auf der Parkbank (2002)
- Hesekiels Maschine oder Gesang der Engel am Magnetberg (2004)
- Blaubarts Besitz (2005)
- Dienstmädchen und Direktricen (2006)
- Alles eines Irrsinns Spiel (2010)
- Last Exit to El Paso (2013)

### Piezas radiofónicas
- Paris oder wie ist es (1975)
- Nellys zweite Stimme oder Gespräche über die Zukunft im Hause Mann (1994)
- Frauentags Ende oder Die Rückkehr nach Ubliaduh (1995)

## Premios y reconocimientos
- 1979: Premio Heinrich Mann[6]
- 1987: Caballero de la Orden de Isabel la Católica[7]
- 1988: Premio Marie Luise Kaschnitz
- 1991: Literaturpreis der Stadt Bremen
- 1991: Brandenburgischer Literaturpreis
- 1995: Hörspielpreis der Kriegsblinden